# Gammarus chimkenti
Gammarus chimkenti is een vlokreeftensoort uit de familie van de Gammaridae. De wetenschappelijke naam van de soort is voor het eerst geldig gepubliceerd in 1984 door G. Karaman.